# Horgues
 Horgues  es una comuna y población de Francia, en la región de Mediodía-Pirineos, departamento de Altos Pirineos, en el distrito de Tarbes y cantón de Laloubère.
Su población en el censo de 1999 era de 975 habitantes. Forma parte de la aglomeración urbana de Tarbes.
No está integrada en ninguna Communauté de communes.

## Demografía
| 379 | 401 | 453 | 637 | 878 | 975 |
| Para los censos de 1962 a 1999 la población legal corresponde a la población sin duplicidades (Fuente: INSEE [Consultar]) |     |     |     |     |     |